# ECVET
ECVET (European Credit system for Vocational Education and Training) è un sistema europeo di crediti per l'istruzione e la formazione professionale. La Commissione europea ha istituito nel 2004 un gruppo di lavoro composto da rappresentanti provenienti da diversi paesi europei per lo sviluppo di tale sistema.

## Obiettivi
L'obiettivo del sistema ECVET è supportare la mobilità nella formazione professionale al fine di aumentarne il grado di attrattività. La mobilità dei lavoratori e dei tirocinanti in formazione è di grande rilevanza per promuovere l'unità economica europea nella realizzazione di un mercato unico di beni e servizi. La situazione attuale, però, non ha raggiunto pienamente questi obiettivi. Il sistema ECVET si applica a tutte le fasi di istruzione e formazione professionale che lo studente affronta durante l'intero arco della vita. Va considerato però che la mobilità degli studenti all'interno dei confini europei ad oggi non ha raggiunto livelli quantitativamente rilevanti. 
Nel programma di lavoro di Lisbona del febbraio 2002, il Consiglio europeo dei ministri dell'istruzione ha stabilito un accordo di cooperazione sistematica e strutturata in materia di istruzione nell'Unione europea. La dichiarazione di Copenaghen (2002) e, in particolare, lo sviluppo di un sistema di crediti per l'istruzione e la formazione professionale sono stati identificati come responsabilità comune ai paesi membri. Lo sviluppo del sistema europeo di crediti per l'istruzione e la formazione professionale (ECVET) adotta lo stesso approccio del sistema europeo di trasferimento dei crediti (ECTS) per promuovere la mobilità intraeuropea degli studenti, sviluppato a partire dal 1989. Naturalmente, le specifiche del sistema di formazione professionale devono essere prese in considerazione. Per tale motivo la Commissione Europea ha istituito un gruppo di lavoro tecnico (TWG – Technical Working Group), che ha iniziato le sue attività nel dicembre del 2002. La prima proposta di un modello ECVET è stata presentata nel luglio 2005 a Bruxelles. Allo stato attuale, la proposta iniziale è stata modificata anche sulla base ai risultati dei progetti di ricerca che utilizzano il modello ECVET.
Nel campo della formazione professionale, la Commissione europea ha un ruolo di supporto e complementare nei confronti degli Stati membri. L'articolo 149 del trattato CE sul miglioramento dell'accesso all'istruzione, formula un divieto di qualsiasi forma di armonizzazione delle disposizioni legislative e regolamentari degli Stati membri, inoltre, l'articolo 150 del medesimo trattato vieta l'intervento centrale nei sistemi di formazione professionale nazionali. In conformità con il principio di sussidiarietà, l'ECVET è concepito come un sistema basato sulla partecipazione volontaria degli stati membri dell'Unione europea e puntando a fare chiarezza nella legislazione nazionale in materia di istruzione e formazione professionale promuovendo maggiore trasparenza tra i sistemi.
L'ECVET è un sistema di accumulo e trasferimento dei crediti di apprendimento nel settore dell'istruzione e della formazione professionale. La sua adozione può consentire a un individuo di documentare e certificare i risultati acquisiti nel campo della formazione professionale in tutte le sue fasi. Tra gli obiettivi di ECVET c'è il raggiungimento di una sovrapposizione con il maggior numero di procedure di valutazione nazionali già adottate, in modo da rispondere ai diversi criteri di valutazione come:
- La durata della formazione,
- Il tipo di formazione,
- Gli obiettivi e/o i risultati della formazione,
- Le competenze necessarie per esercitare determinate attività,
- La posizione di una qualifica nella gerarchia professionale e
- La classificazione dei livelli esistenti in relazione a qualifiche equivalenti.